# Nicolas Appels
Nicolas Appels (ur. 6 lutego 1896 w Antwerpii)– belgijski zapaśnik walczący w stylu klasycznym. Olimpijczyk z Amsterdamu 1928, gdzie zajął czwarte miejsce w wadze półciężkiej.

## Turniej wAmsterdamie 1928
| Konkurencja            | Walki                   | Walki               | Walki               | Walki                | Klas. końcowa |
| Konkurencja            | Przeciwnik I            | Przeciwnik II       | Przeciwnik III      | Przeciwnik IV        | Miejsce       |
| ---------------------- | ----------------------- | ------------------- | ------------------- | -------------------- | ------------- |
| 82,5 kg styl klasyczny | Ibrahim Mustafa (EGY) P | Émile Clody (FRA) Z | Josef Vávra (CSK) Z | Adolf Rieger (GER) P | 4.            |